# Potaka Inlet
Das Potaka Inlet ist eine schmale, 13 km lange und vereiste Bucht im Norden der Thurston-Insel vor der Eights-Küste des westantarktischen Ellsworthlands. Sie liegt zwischen der Starr- und der Kearns-Halbinsel.
Ihre Position wurde anhand von Luftaufnahmen der United States Navy vom Dezember 1946 bei der Operation Highjump (1946–1947) bestimmt. Das Advisory Committee on Antarctic Names benannte sie 1960 nach dem Neuseeländer Louis Hauiti Potaka (1901–1936), einem medizinischen Offizier bei der zweiten Antarktisexpedition (1933–1935) des US-amerikanischen Polarforschers Richard Evelyn Byrd.